# Marie Desfours-Walderode
Marie Desfours-Walderode (18. července 1880 Potštát – 13. března 1963 Potštát) byla členkou rodu Desfours-Walderode.

## Život
Vystudovala lékařskou fakultu ve Vídni a v roce 1909 promovala na doktora všeobecného lékařství a stala se lékařkou chudých. Od roku 1910 pracovala jako lékařka ve vídeňské Rudolfově nemocnici.
Během 1. světové války byla jako vojenská lékařka na různých bojištích.
Po válce se vrátila do Potštátu a vykonávala zde lékařskou praxi. Po smrti bratra Zikmunda, zdědil zámek její bratranec Kuno Desfours-Walderode a ona musela i s matkou opustit potštátský zámek i statek. Od roku 1940 byla potštátskou obvodní lékařkou.
Ke konci 2. světové války, poskytla první pomoc americkým letcům a odvážně pomohla ruským zajatcům a to i přes stráž, která na ni mířila.
Po válce jí bylo přiznáno československé státní občanství a mohla i nadále vykonávat lékařskou praxi.
V 50. letech 20. století byla podrobena domovní prohlídce a to z důvodu, že v domě uchovává cenné předměty po odsunutých osobách. Ona však prokázala, že cennosti jsou jejím osobním majetkem.
Je pohřbena v rodinné hrobce v Potštátě.
Blíže také

## Další informace
Bydlela také ve vile v bývalé osadě Skelná Huť. Blíže také
Po 2. světové válce, byl jejímu bratranci Kunovi Desfours-Walderode potštátský statek i zámek konfiskován, protože kolaboroval s nacisty.